# 殺戮警長
殺戮警長（英語：Sgt. Slaughter，1948年8月27日—），本名羅伯特·雷穆斯（英語：Robert Remus），是美國的職業摔角選手。在1970年代至1990年代，殺戮警長成功的在國家摔角聯盟、美國摔角協會及世界摔角聯盟闖出名聲。

## 冠軍及成就

### 職業摔角畫報
- PWI最激勵人心選手（1984年）[4]
- PWI年度最厭惡選手（1991年）[5]
- PWI 500-第36名（1991年）[6]
- PWI Years（個人）-第34名（2003年）[7]
- PWI Years（團體）-第29名（2003年）[8]

### 世界摔角聯盟 / 世界摔角娛樂
- WWF冠軍（一次）[9]
- 世界摔角娛樂名人堂（2004年）[10]

### 摔角觀察通訊獎（英语：Wrestling Observer Newsletter awards）
- 年度最佳賽事（1981年；於4月21日對上派特·派特森）
- 年度最厭惡推廣策略（1991年）
- 年度最差宿敵（1985年；與鮑里斯·朱可夫（英语：Boris Zhukov））
- 年度最差宿敵（1991年；與霍克·霍肯）